# Puerto Cabello (Venezuela)
Pour les articles homonymes, voir Puerto Cabello.
Puerto Cabello est une ville côtière du Venezuela, chef-lieu de la municipalité de Puerto Cabello, dans le nord de l'État de Carabobo. Puerto Cabello est aussi un important port et une base navale.

## Géographie
Puerto Cabello recouvre six paroisses civiles : Bartolomé Salóm, Democracia, Fraternidad, Goaigoaza, Juan José Flores et Unión.

## Situation
La ville est située à environ 120 km à l’ouest de Caracas.

## Économie
Le port maritime, situé à proximité de la ville, économiquement le plus important du pays, avant même les ports de La Guaira et de Maracaibo, doit l’essentiel de son activité à l’importation de matières premières pour le secteur industriel vénézuélien, destinées normalement à être acheminées ensuite vers les villes de Valencia et de Maracay. Depuis juillet 1946, la ville héberge le siège de la base navale Agustín Armario, et, depuis 1960, accueille le haut commandement de la marine, ce qui fait de ce port une des bases navales de la marine de guerre les plus importantes du pays.

## Population
Sa population est estimée pour 2012 à 282 686 habitants, ce qui la place au deuxième rang des villes de l’État, et au quinzième de celles du Venezuela.

## Histoire
Du 2 au 6 juin 1962, la ville a été le cadre d'une rébellion, El Porteñazo, à l'encontre du gouvernement du président Rómulo Betancourt.
Une photo, prise le 4 juin par Héctor Rondón Lovera, montrant un prêtre secourant un soldat mourant, a reçu le prix de photo de l'année 1962 de World Press Photo.

## Transports
Puerto Cabello possède un aéroport (Bartolome Salom, code AITA : PBL).